# 山田哲
山田 哲（やまだ てつ、1961年2月1日 - ）は、日本の実業家。日本コカ・コーラ副社長、フェニックスリゾート社長、ローソンオーバーシーズカンパニー社長、タイトー社長を経て、同社会長。

## 人物
東京都出身。1983年一橋大学経済学部卒業。大学時代はアイスホッケー部に所属。同年東京銀行（現三菱UFJ銀行）入行。1989年マサチューセッツ工科大学経営大学院修了（経営学修士）、1990年ハーバード大学ハーバード・ビジネス・スクール修了（MBA）。
1996年日本コカ・コーラストラテジックプランニング統括部長、1999年同社ストラテジックマーケティング副社長ヘルシーカテゴリー担当。ミニッツメイド、Qooなどのブランド責任者を務めた。
2000年ディールタイムドットコム日本法人代表取締役社長兼CEO。
徹底した現場主義を標榜し、2002年にはスターバックス コーヒー ジャパンで店舗スタッフを務めた。同年スターバックス コーヒー ジャパン店舗運営部門オフィサー、2003年同社店舗運営部門エリアマネージャー、2004年同社オフィサー事業開発本部長。サントリーと共同でチルドカップコーヒーの発売を開始。
2008年3月フェニックスリゾート副社長就任。2008年4月丸山康幸の後任として、フェニックスリゾート代表執行役社長兼最高経営責任者に就任。
2009年株式会社ユー・エス・ジェイ執行役員コーポレート・マーケティング・パートナーシップ本部長、2012年からローソン上級執行役員・海外事業グループ最高執行責任者（COO）、経済産業省産業構造審議会通商政策部会委員。2013年からローソン上級執行役員・オーバーシーズカンパニー副社長兼海外事業推進部長。2014年ローソン上級執行役員・オーバーシーズカンパニー社長。
2016年株式会社タイトー取締役副社長、2017年同社代表取締役社長。2021年同社取締役会長。

## 出演

### TV
NHK
- 『覆面リサーチ ボス潜入』 － 2018年2月21日付「大手ゲーム会社」回